# 洛陽話
洛陽話指現代洛陽地區所通行的口語，區別于外來移民中普遍使用的官話，洛陽話主要通行于原居民（老洛陽人）之間。注意洛陽話不同於古代洛陽讀書音。
洛陽話屬於中原官話，在河南省内屬豫西方言，與南陽話比較類似。

## 主要特點

### 語音[1]

#### 聲母
| p 比不巴白                       | pʰ 皮丕片平  | m 木毛民皿 | f 夫乏反方 | v 尾武文亡 |
| t 打多刀刁                       | tʰ 土太天屯  | n 內牛奶女 |            | l 立呂洛列 |
| ts 左斬罩支                      | tsʰ 七抄茶翅 |            | s 四小沙生 |            |
| tʂ 助展趙知                      | tʂʰ 窗超辰式 |            | ʂ 世拴水升 | ʐ 日銳人榮 |
| tɕ 急局介決                      | tɕʰ 去巧丘欠 |            | ɕ 希穴玄兄 |            |
| k 瓜甘艮光                       | kʰ 可尻口孔  |            | x 戶化火杏 |            |
| 零聲母：二硬艾牙也央五瓦王月允容 |              |            |            |            |

#### 韻母
| ɿ 支此時四 ʅ 知池拾十 ɯ 圪坷核二 | i 尾立七希   | u 戶六出五   | y 女律足去         |
| a 襪八他沙                       | ia 倆家掐夏  | ua 抓刷蛙滑  | ya 徐家/sya31/莊ㄦ |
| æ 白太色改                       | iɛ 別捏且介  | uæ 帥拐快外  | yɛ 絕雪決靴        |
| ə 磨扯熱歌                       | iə 略爵腳學  | uə 托左說戈  | yə 九個/tɕyə53/    |
| ɔ 否刀招好                       | iɔ 苗刁小巧  |              |                    |
| ei 筆墨彼誰                      |              | uei 內最水委 |                    |
| əu 豆走收口                      | iəu 丟囚九又 |              |                    |
| ɛn 寒山晚三                      | iɛn 先連片減 | uɛn 短穿官環 | yɛn 聯全犬院       |
| ən 文吞人很                      | in 品林尋欣  | un 盾寸春昆  | yn 論旬均允        |
| aŋ 亡浪上康                      | iaŋ 良相向央 | uaŋ 莊爽光王 |                    |
| əŋ 孟等升杏                      | iŋ 平另井幸  | uŋ 同宋充共  | yŋ 龍粽兄容        |
| əɯ 枝ㄦ                          | iɯ 心ㄦ      | uɯ 腿ㄦ      | yɯ 裙ㄦ            |
| ɐɯ 肝ㄦ                          | iɐɯ 尖ㄦ     | uɐɯ 光ㄦ     | yɐɯ 院ㄦ           |

#### 聲調
33	三一千六七八百
31	零平人才文十白
53	五九比手古口女
412	二四萬父正大用
上聲53→陽平31/_上聲53	eg.有水＝油水，養馬＝洋馬

#### 詞彙
洛陽話中保留了相當多的特有詞彙，動詞居多，其中很多沒有相對應的漢字。例如：
厮跟，si gen = 一起； 例如，ra倆厮跟著去。（人家兩個人一起去）
ra=人家
板，ban = 放，摔
板那兒！ban nar = 就放在那儿
他板住啦！=他摔伤拉
嗡，wong = 推； 例如，保嗡我，再嗡我都板那兒啦。（別推我，再推我就摔倒了）
咕狀，gu zhuang = 蹲； 例如，你靠那幫咕狀咕狀。（你往那邊蹲蹲）
靠 = 往
昭，zhao = 看； 例如，你昭昭那掉yuo啥？（你看看那地下掉了一個什麽？）
咕，gu = 給； 例如，你爸叫你今兒黑咕家liu打yuo電話。（你爸叫你今晚給家裏打個電話）
垓，gai = 在； 例如， 你gai哪兒哩？ （你在哪兒呢？）
各那儿来，ge-nar-lai = 在哪里；例如，你各那儿来？（你在哪儿呢？）
着，zhuo = 知道； 例如，我不zhuo呀。（我不知道呀）
尋，xin = 尋找； 例如，趕緊咕我xin xin。（趕快給我找找）
斗那儿，duo nar =就那样；例如，斗那儿（nar）吧！（就那样吧）
不咋来，bu za lai=没事儿（mu ser）

### 合音
洛陽話中最常見的合音就是前一個詞的輔音，加上後一個詞的元音，形成縮合新詞。洛陽話中的合音現象十分豐富。

#### 數量詞
基本規則：數詞輔音+u+量詞‘個’的元音。
一個 = yi-i+u+ge-g = yuo
倆 lia （例外）
仨 sa （例外）
四個 = suo（1）ser(2)
五個 = wo/ŋo
六個 = luo
七個 = tsyuo  （注：洛陽話中‘七=tsy’）
八個 = ba （例外）
九個 = jiuo
十個 = she 或者shuo
幾個 = jiuo

#### 名詞、代詞
词根声母+词缀韵母
| 洛陽話（讀音）     | 意思                       | 例句               | 解釋               |
| ------------------ | -------------------------- | ------------------ | ------------------ |
| Ra（ren jia→ra）   | 人家，他的，那個人的       | Ra孩子             | 人家的孩子         |
| Nia（nia'gia→nia） | 你，你們你家，你的，你家的 | Nia倆去Ne哩？      | 你們兩個去哪裡呢？ |
| Sei                | 誰                         | Sei說哩？          | 誰說的             |
| Nia men            | 你們                       | Nia men 給弄啥哩？ | 你們在做甚麼       |

#### 副詞及其他
找 = sin 寻
無有 = miao ，miu
什麽 = 啥
做什麽 = 做啥，zou4 sha4 = 爪，zhua
弄啥  = noa 
点儿=dear，一点儿，你好dear miao? (你好一点没有？）  你快dear!(你快一点！) 
經典例句：你xin ra 爪，ra miao gai jia， 不 zhe qu sia 啦。 （你找人家做什麽，人家不在家，不知道去誰家了）
不用，不應 = bing （並咯意我 = 別來煩我）

#### 地名
青陽屯，tsing yang tun = tsiang tun
徐家屯，xu jia tun = xua tun
曹刘莊，ca lia zhuer
梁凹 ，lia wa

## 文法
- 感嘆詞後面跟表程度的形容詞er化，表反意、反語或否定。例如：

震大, zhen da（去声）= 這麽大   震大兒，zhen der= 這麽小
恁些，zhen xiye（去声）= 那麽多   恁些兒,zhen xiyer（扬声） = 那麽少
- 副詞重叠詞er話

快快兒，kuai（去声）kuer = 快快地，快點
好好兒, hao（去声）her = 好好地
- 特殊詞彙

少家失教 = 缺乏教養
少臉無皮 = 寡廉鮮恥
小東小西 = 小東西